# Polimá Westcoast
Polimá Westcoast, pseudonimo di Polimá Ngangu Eduardo Miguel Orellana (Independencia, 29 agosto 1997), è un cantante e rapper cileno.

## Biografia
Figlio di un rifugiato di guerra angolano, ha frequentato l'Hellen's College, dove ha studiato ingegneria elettrica, senza tuttavia portare a termine gli studi dopo aver iniziato a dedicarsi alla musica. Polimá Westcoast ha firmato un contratto con la Sony Entertainment Chile nel 2019, anche se i suoi primi album in studio, No Love More Bitches e Las crónicas de Ngangu, sono stati pubblicati l'anno precedente.
Il terzo LP Equilibrio, uscito nel 2020, gli ha fruttato due nomination agli annuali premi MUSA. Otterrà i suoi primi due riconoscimenti alla gala musicale del 2022 col brano Ultra solo, la hit, numero uno nella Chile Songs, è stata certificata triplo platino negli Stati Uniti d'America, quadruplo platino dalla Productores de Música de España e diamante dalla Sociedad de Productores Fonográficos y Videográficos de Chile con rispettivamente 180 000, 240 000 e quasi 500 000 unità accumulate.
Nel luglio 2023 è stato occupato con una tournée in Spagna e qualche mese più tardi è avvenuta la pubblicazione di De camino a Hermes, quinto LP dell'artista.

## Discografia

### Album in studio
- 2018 – No Love More Bitches
- 2018 – Las crónicas de Ngangu
- 2020 – Equilibrio (con Young Cister)
- 2021 – Las crónicas de Ngangu 2
- 2023 – De camino a Hermes

### Singoli
- 2018 – Trapstar
- 2018 – Brokeboi
- 2018 – Si o si
- 2018 – Flores (con Blondie)
- 2019 – Live Fast Die Young
- 2019 – Esto no es una canción de amor (con Gianluca e Young Cister)
- 2019 – My Blood (con Pablo Chill-E)
- 2019 – El viento (feat. Gianluca)
- 2019 – Pussy Killer (feat. Neelo)
- 2019 – Mosh (con Young Cister)
- 2019 – Sin ti (con Young Cister)
- 2019 – Polimá Westcoast: Bzrp Music Sessions, Vol. 19 (con Bizarrap)
- 2019 – LuisMi (con Young Cister)
- 2020 – No Cap (con Bryartz)
- 2020 – Swoosh (con Tukko21 feat. Keysel)
- 2020 – Dónde vas? (con Soulfia)
- 2020 – Fantasma
- 2020 – Extendo (con Sticky M.A. feat. Jambo)
- 2020 – Run Run Stop (con Duki feat. Oniria)
- 2020 – Bendecidos (con Young Eiby)
- 2020 – Otro día otro intento
- 2020 – Eyes on My Ice (con Seven Kayne e Young Cister)
- 2020 – Brillo (con Tobi)
- 2021 – Solo pa mí (con Drago200)
- 2021 – El bien y el mal (con R1 La Esencia)
- 2021 – Phantom (con Kiddtetoon e Julianno Sosa)
- 2021 – Enigma
- 2021 – Tip Tap Toe
- 2021 – No me dejó ver (con Julianno Sosa e Ithan NY)
- 2021 – Vlone (con Khea)
- 2021 – Viene y va (con Ceaese)
- 2021 – Dígitos (con Digital Kinz e Fuego)
- 2021 – Lo malo (con Galee Galee)
- 2021 – Cuatro (con Pablo Chill-E e Aron)
- 2021 – Bon voyage (con Aron)
- 2021 – Moneyman (con Pablo Chill-E, Harry Nach, Galee Galee e Ithan NY)
- 2022 – Top (con Omis e D Tenox feat. Julianno Sosa)
- 2022 – Dripeando (con Falke 912)
- 2022 – Ultra solo (feat. Pailita e/o Paloma Mami, Feid & De La Ghetto)
- 2022 – Me voy contigo (con Standly)
- 2022 – Break (con Foreign)
- 2022 – Sextime (con Young Cister e Cris MJ)
- 2022 – S.O.S. (con Brytiago)
- 2022 – Baby Otaku (con Pablito Pesadilla e Nickoog CLK)
- 2022 – Kawaii (con J Balvin)
- 2022 – Fory Fory (con King Savagge ed Ecko)
- 2022 – Órbita (con Sticky M.A.)
- 2022 – Lacone (con Quevedo e Mora)
- 2023 – Luces (con Fuego e Roy Woods)
- 2023 – Tú me quieres?
- 2023 – Contigo la paso c****n
- 2023 – Tócate (con Jory Boy e Franco "El Gorilla")
- 2023 – Angola (con Blackthoven)
- 2023 – Ven arrebatate (con Ovi e Ryan Castro)
- 2023 – No molestar (con Mala Rodríguez)
- 2023 – Nagasaki (con Emilia)
- 2023 – Ganas (con Nicky Jam)
- 2023 – En la raya (con Caleb Calloway e Taichu)
- 2023 – Super High (con Marshmello)
- 2023 – Paralelos (con Brray e Pailita)
- 2024 – Mood (con El High e Randy)
- 2024 – Fraternidad (con Pablito Pesadilla e Kidd Voodoo)
- 2024 – Mami Pretty (con Aqua VS e Khea)
- 2024 – Margiela (con Brray e Juanka)
- 2024 – Tú y yo (con Pablito Pesadilla e Omar Montes feat. Marcianeke)
- 2024 – Bien (con Alejo e Raul Clyde)
- 2024 – Bonus Trap (con Aqua VS e Fuego feat. Ele Ekis)
- 2024 – Vogue (con Young Cister)
- 2024 – After Party (con Pailita e Young Cister)
- 2024 – Www.PolimáWestcoast
- 2024 – 4 trokas 4 gatas (con El Bogueto e Lewis Somes)
- 2024 – Ross (con Joaquin Medina)
- 2024 – Kada viernes (con Kuina e Ovyze)
- 2024 – Boutique (con Ele Ekis)
- 2024 – Estrellas (con Bhavi)